# Силвия Кацарова
Силвия Кацарова е популярна българска поп певица, вокалистка на LZ.

## Живот и творчество
Силвия Кацарова (с рождено име Силвер Нури) е българска певица от турски произход. Има разтрогнат брак с музиканта Милчо Кацаров, с когото имат едно дете – Теди Кацарова, която също е певица.
Със своя талант, специфичен тембър и маниер на изпълнение, повлиян от ритъм енд блус и соул, тя има определяща роля за успеха на LZ. Песни като „Бяла въздишка“, „Провинциална пролет“, „Големият кораб минава“, „Топъл дъжд“, „Обещай ми любов“ се превръщат в шлагери през 1980-те, както и хита ѝ с Васил Найденов „Огън от любов“. Прекарала детството си в Добрич, тя се премества с родителите си в Хасково през 1969 г., където завършва икономическия техникум. С помощта на преподавателите Лили Ненкова и Ирина Чмихова успява да се подготви за кандидат-студентските изпити в естрадния отдел на Музикалната академия, която завършва в класа на Евгений Комаров. В началото на кариерата си добива опит в различни жанрове – от циганско-руските романси до джаз-рок с квинтета на пианиста Марио Станчев.

### LZ
Установява се в група „LZ“, която сформира заедно с бъдещия си съпруг Милчо Кацаров. Повече от три десетилетия хиляди български меломани си припяват хитовете на „LZ“. Песни като „Големият кораб минава“, „Топъл дъжд“, „Обещай ми любов“ са само част от бисерите, изпълнени с брилянтния глас на Силвия Кацарова. През 70-те и 80-те участва в издаването на петте албума на групата и осъществява редица ангажименти в увеселителни заведения в Скандинавия. В края на 80-те голяма популярност придобиват дуетите ѝ с Васил Найденов „Огън от любов“ и „Всичко е любов“, а в началото на 90-те е – и „Моля се“. „Топъл дъжд“ е обявена за „Мелодия на годината“ в едноименния телевизионен конкурс през 1987 г. В албума на групата от 1988 г. има песни, написани от композитори като Тончо Русев, Зорница Попова и др. През 1994 г. заедно със съпруга си Милчо Кацаров основава собствено звукозаписно студио – „Силвия мюзик“. По нейните стъпки върви и дъщеря ѝ Теди Кацарова.